# Рыбкинское сельское поселение
Рыбкинское сельское поселение — муниципальное образование (сельское поселение), входящее в состав Ковылкинского района Мордовии.
Административный центр — село Рыбкино.

## История
Рыбкинское сельское поселение образовано в 2005 году в границах сельсовета.
Законом Республики Мордовия от 20 мая 2008 года, было упразднено Старосамаевское  сельское поселение (сельсовет), а его населённые пункты были включены в Рыбкинское сельское поселение (сельсовет).
Законом Республики Мордовия от 12 марта 2010 года, было упразднено Польцовское сельское поселение (сельсовет), а его населённые пункты были включены в Рыбкинское сельское поселение (сельсовет).

## Население
| 2002  | 2009  | 2010  | 2012  | 2013  | 2014  | 2015  |
| ----- | ----- | ----- | ----- | ----- | ----- | ----- |
| 2112  | ↘1390 | ↗1831 | ↘1770 | ↘1732 | ↘1656 | ↘1626 |
| 2016  | 2017  | 2018  | 2019  | 2020  | 2021  |       |
| ↘1568 | ↘1520 | ↘1445 | ↘1415 | ↘1359 | ↘1225 |       |

## Населенные пункты
| №  | Населённый пункт  | Тип населённого пункта | Население |
| -- | ----------------- | ---------------------- | --------- |
| 1  | Барки             | деревня                | ↗178      |
| 2  | Ворона            | деревня                | →12       |
| 3  | Каргонжей         | посёлок                | ↘0        |
| 4  | Кирляй            | деревня                | ↘7        |
| 5  | Ковыляй           | деревня                | ↘19       |
| 6  | Малый Азясь       | село                   | ↘24       |
| 7  | Новая Дергановка  | деревня                | ↘17       |
| 8  | Новая Резеповка   | деревня                | ↗81       |
| 9  | Польцо            | село                   | ↘297      |
| 10 | Поникедовка       | деревня                | ↘95       |
| 11 | Рыбкино           | село                   | ↘576      |
| 12 | Старая Дергановка | деревня                | ↘0        |
| 13 | Старая Самаевка   | село                   | ↘199      |
| 14 | Старая Толковка   | деревня                | ↘25       |
| 15 | Черемис           | село                   | ↗218      |

### Упразднённые населённые пункты
13 сентября 2007 года исключена из учётных данных деревня Старая Резеповка Польцовского сельсовета.